# Port-Saint-Louis-du-Rhône
Port-Saint-Louis-du-Rhône är en kommun i departementet Bouches-du-Rhône i regionen Provence-Alpes-Côte d'Azur i sydöstra Frankrike. Kommunen ligger  i kantonen Port-Saint-Louis-du-Rhône som ligger i arrondissementet Arles. År 2022 hade Port-Saint-Louis-du-Rhône 8 510 invånare.

## Befolkningsutveckling
Antalet invånare i kommunen Port-Saint-Louis-du-Rhône
Referens:INSEE